# Articulaciones interfalángicas de la mano
Las articulaciones interfalángicas de la mano son las articulaciones de bisagra entre las falanges de los dedos que proporcionan flexión hacia la palma de la mano.
Hay dos conjuntos en cada dedo (excepto en el pulgar, que sólo tiene una articulación):
- las "articulaciones interfalángicas proximales" (AIP), que son las que se encuentran entre la primera falange (también llamada proximal) y la segunda (intermedia)
- "articulaciones interfalángicas distales" (AID), las que se encuentran entre la segunda (intermedia) y la tercera (distal) falange

Anatómicamente, las articulaciones interfalángicas proximales y distales son muy similares. Hay algunas diferencias menores en la forma en que se fijan las placas palmares a nivel proximal y en la segmentación de la vaina del tendón flexor, pero las principales diferencias son la menor dimensión y la reducida movilidad de la articulación distal.

## Estructura

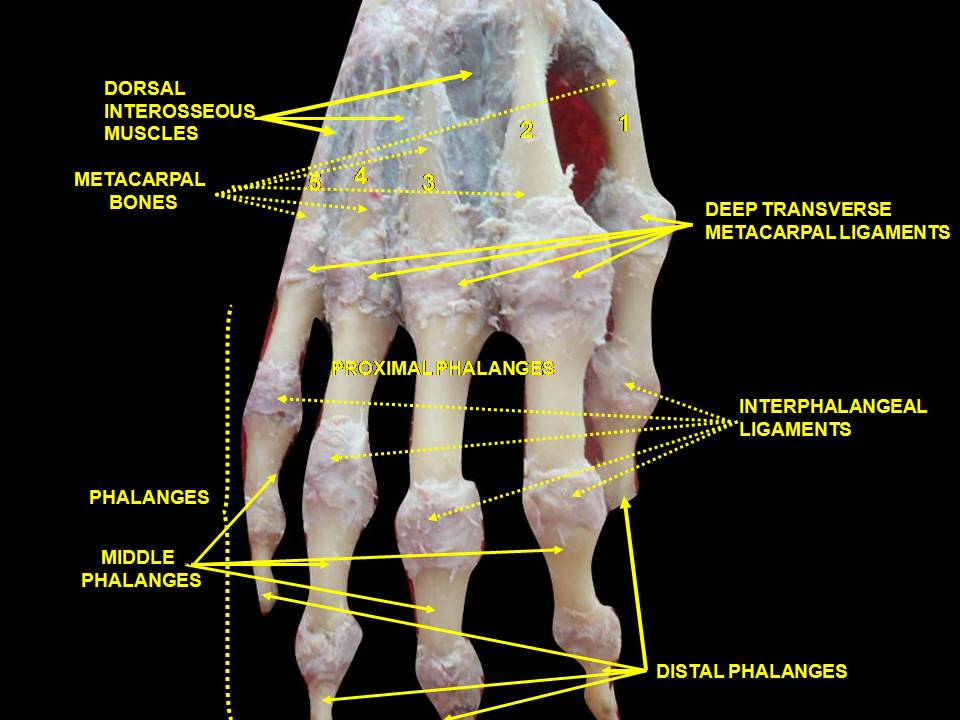
Ligamentos interfalángicos y falanges. Mano derecha. Disección profunda. Vista posterior (dorsal)

La articulación AIP presenta una gran estabilidad lateral. Su diámetro transversal es mayor que su diámetro anteroposterior y sus gruesos ligamentos colaterales están tensos en todas las posiciones durante la flexión, al contrario que los de la articulación metacarpofalángica.

### Estructuras dorsales
La cápsula, el tendón extensor y la piel son muy delgados y laxos dorsalmente, lo que permite que ambos huesos de la falange se flexionen más de 100° hasta que la base de la falange media hace contacto con la muesca condilar de la falange proximal.
A nivel de la articulación AIP el mecanismo extensor se divide en tres bandas. La banda central se une al tubérculo dorsal de la falange media cerca de la articulación AIP. El par de bandas laterales, a las que contribuyen los tendones extensores, continúan más allá de la articulación AIP en sentido dorsal hasta el eje articular. Estas tres bandas están unidas por un ligamento retinacular transversal, que va desde el borde palmar de la banda lateral hasta la vaina flexora a nivel de la articulación y que impide el desplazamiento dorsal de dicha banda lateral. En el lado palmar del eje de movimiento articular, se encuentra el ligamento retinacular oblicuo [de Landsmeer] que se extiende desde la vaina flexora sobre la falange proximal hasta el tendón extensor terminal. En extensión, el ligamento oblicuo impide la flexión pasiva de la AID y la hiperextensión de la AIP, ya que se tensa y tira del tendón extensor terminal en sentido proximal.

### Estructuras palmares
En cambio, en la cara palmar, un grueso ligamento impide la hiperextensión. La parte distal del ligamento palmar, denominada placa palmar, tiene un grosor de 2 a 3 mm y una estructura fibrocartilaginosa. La presencia de condroitina y sulfato de queratán en las placas dorsal y palmar es importante para resistir las fuerzas de compresión contra los cóndilos de la falange proximal. En conjunto, estas estructuras protegen los tendones que pasan por delante y por detrás de la articulación. Estos tendones pueden soportar fuerzas de tracción gracias a sus fibras de colágeno.

#### Ligamento palmar

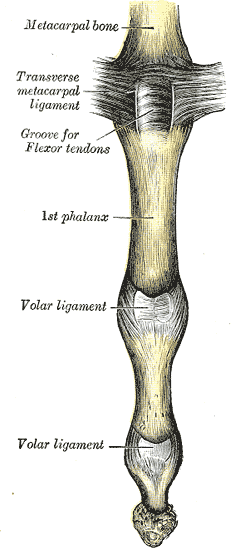
Articulación metacarpofalángica y articulaciones del dedo. Aspecto palmar. Ligamento palmar etiquetado como ligamento volar.

El ligamento palmar es más fino y flexible en su parte central-proximal. A ambos lados está reforzado por los llamados ligamentos de rienda. Los ligamentos colaterales accesorios (LCA) se originan en la falange proximal y se insertan distalmente en la base de la falange media por debajo de los ligamentos colaterales.
El ligamento accesorio y el margen proximal de la placa palmar son flexibles y se pliegan sobre sí mismos durante la flexión. Las vainas de los tendones flexores están firmemente unidas a las falanges proximal y media por las poleas anulares A2 y A4, mientras que la polea A3 y las fibras proximales del ligamento C1 unen las vainas al ligamento volar móvil en la articulación AIP. Durante la flexión, esta disposición produce un espacio en el cuello de la falange proximal que es llenado por la placa palmar plegable.
La placa palmar está soportada por un ligamento a cada lado de la articulación llamados ligamentos colaterales, que impiden la desviación de la articulación de lado a lado. Los ligamentos pueden desgarrarse parcial o totalmente y pueden avulsionar con un pequeño fragmento de fractura cuando se fuerza el dedo hacia atrás en hiperextensión. Esto se denomina "lesión de la placa palmar o de la placa volar".
La placa palmar forma un suelo semirrígido y los ligamentos colaterales las paredes en una caja móvil que se mueve junto con la parte distal de la articulación y proporciona estabilidad a la articulación durante toda su amplitud de movimiento. Debido a que la placa palmar se adhiere al músculo flexor común superficial de los dedos de la mano cerca de la unión distal del músculo, también aumenta el momento de la acción flexora.

## Movimientos
Los únicos movimientos permitidos en las articulaciones interfalángicas son la flexión y la extensión.
- La flexión es más amplia, unos 100°, en las articulaciones AIP y algo más restringida, unos 80°, en las articulaciones AID.
- La extensión está limitada por los ligamentos volar y colateral.

Los músculos que generan estos movimientos son:
| Ubicación | Flexión | Extensión |
| --------- | --- | --- |
| dedos     | el flexor digitorum profundus actuando sobre las articulaciones proximal y distal, y el flexor digitorum superficialis actuando sobre las articulaciones proximales | principalmente por los lumbricales y los interóseos, los extensores largos tienen poca o ninguna acción sobre estas articulaciones |
| pulgar    | el flexor largo del pulgar | el extensor pollicis longus |

La longitud relativa del dedo varía durante el movimiento de las articulaciones IP. La longitud de la cara palmar disminuye durante la flexión mientras que la cara dorsal aumenta unos 24 mm. La amplitud de movimiento útil de la articulación AIP es de 30-70°, aumentando desde el dedo índice hasta el meñique. Durante la flexión máxima, la base de la falange media está firmemente presionada en el hueco retrocondilar de la falange proximal, lo que proporciona la máxima estabilidad a la articulación. La estabilidad de la articulación AIP depende de los tendones que la rodean.

## Significado clínico
La artritis reumatoide suele preservar las articulaciones interfalángicas distales. Por lo tanto, la artritis de las articulaciones interfalángicas distales sugiere fuertemente la presencia de artrosis o artritis psoriásica.

## Otras lecturas
- Brüser, Peter; Gilbert, Alain (1999). Finger bone and joint injuries. Taylor & Francis. ISBN 978-1-85317-690-6.
- Lluch, Alberto (1997). «Interphalangeal joint anatomy».  En Copeland, Stephen, ed. Joint stiffness of the upper limb. Taylor & Francis. ISBN 1-85317-414-9.

- Datos: Q2941792